# Свердловский академический театр музыкальной комедии

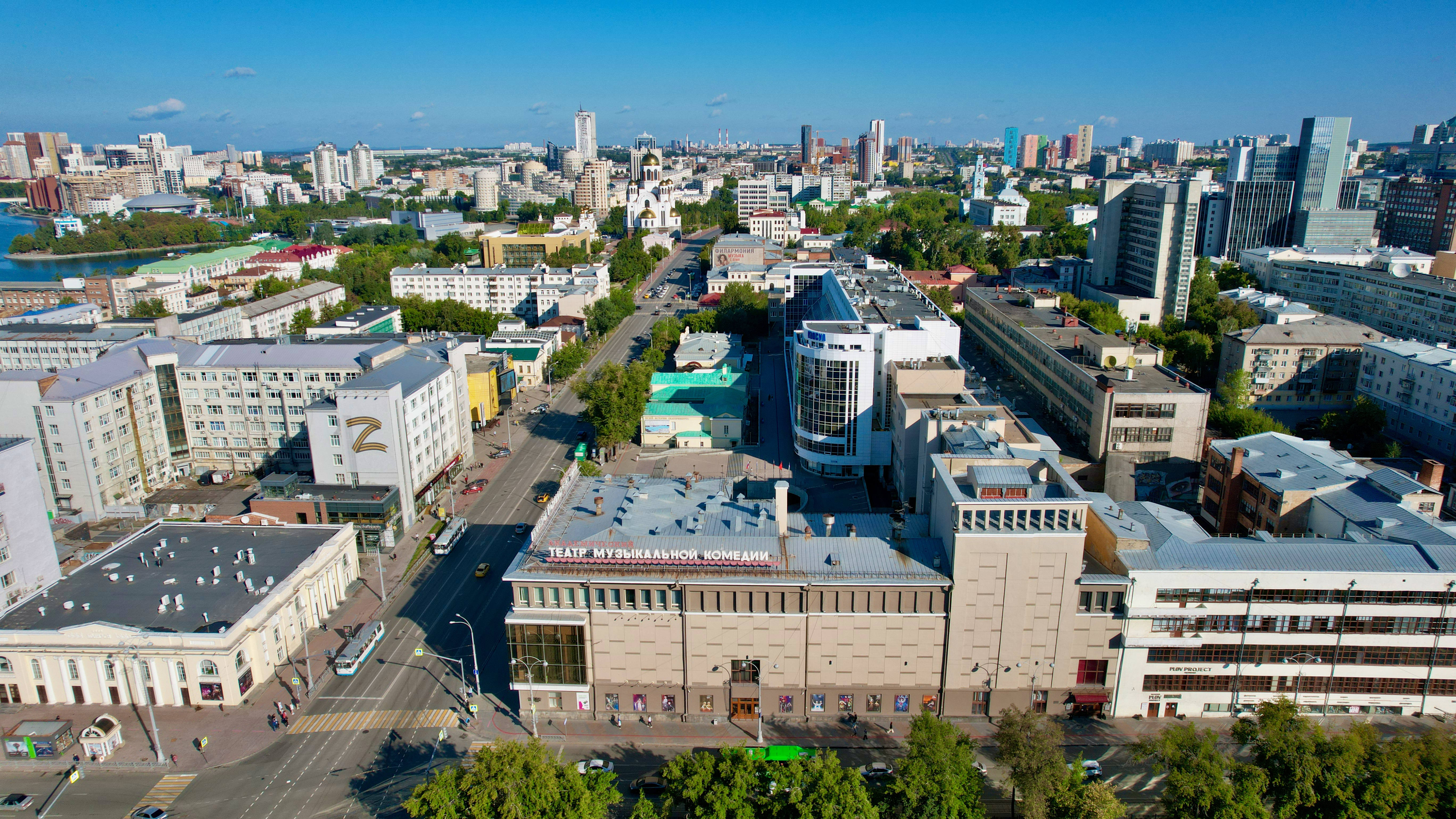
Вид на здание театра с высоты

Свердло́вский госуда́рственный академи́ческий теа́тр музыка́льной коме́дии — музыкальный театр в Екатеринбурге, основан в 1933 году, с 1986 года — академический (после возвращения городу исторического имени театр не изменил своего названия). Один из ведущих театров России, многократный обладатель Национальной театральной премии «Золотая маска» (в том числе три премии за лучший спектакль).

## История
Театр был открыт по инициативе секретаря Уральского обкома партии Ивана Кабакова. Основателем и первым директором театра стал молодой актёр Свердловского драмтеатра, приглашённый туда В. К. Татищевым, Леонид Луккер. Ему было всего 28 лет, когда И. Д. Кабаков предложил ему создать театр, сказав: «Кадры для театра ищи по всей стране. Приглашай всё лучшее, что сумеешь найти. Помни, театр создаётся для такого могучего края, как Урал».
Коллектив создан на основе гастрольной труппы с Украины, которая числилась за Смоленским управлением зрелищных предприятий (С. А. Дыбчо, М. К. Биндер, П. А. Емельянова и др.), и ленинградских актёров (М. Г. Викс, А. Г. Маренич), а также выпускников Московского хореографического училища, которых привлёк к работе приехавший ставить премьеру хореограф Виктор Цаплин. Театр открылся 8 июля 1933 года спектаклем «Роз-Мари» Р. Фримля и Г. Стотгарта в постановке режиссёра Ленинградского театра музыкальной комедии Алексея Феона.
Помимо воплощения классики, на протяжении всей своей истории театр осваивал современный репертуар: «Сотый тигр» Б. Александрова (1938), «Табачный капитан» В. Щербачёва (1944), «Бронзовый бюст» (1945) и «Акулина» И. Ковнера (1948), «Марк Береговик» К. Кацман (1955), «Анютины глазки» Ю. Милютина (1964), «Беспечный гражданин» (1987) и «Кошмарные сновидения Херсонской губернии» (1988) А. Затина. За усилия по продвижению новых произведений в жанре музыкальной комедии театр получил репутацию лаборатории советской оперетты. В своей новейшей истории театр также не раз решался на мировые премьеры оперетт и мюзиклов российских авторов.
Среди постоянных творческих проектов театра Международный фестиваль worldmusic «Изумрудный город» (проводится с 2005, ежегодный), Международный конкурс молодых артистов оперетты и мюзикла имени народного артиста СССР В. А. Курочкина (проводится с 2006, периодичность — один раз в два года), Фестиваль современного танца «На грани» (проводится с 2008, периодичность — один раз в два года).
Свердловская музкомедия удостоена множества наград. В 1946 году театр награждён Сталинской премией за спектакль «Табачный капитан». 22 августа 1983 года театр был награждён Орденом Трудового Красного Знамени за заслуги в развитии советского музыкального искусства. 4 декабря 1986 года театру присвоено звание «академический» — Свердловская музкомедия стала первым театром оперетты, получившим это звание. В 2004 театру присуждена Премия Правительства РФ имени Фёдора Волкова «За вклад в развитие театрального искусства России». За свои спектакли театр получил в общей сложности шестнадцать высших национальных театральных премий «Золотая маска».

## Здание
Театр музкомедии размещается в здании, первоначально построенном в стиле модерн в 1915 году по проекту архитектора К. Т. Бабыкина. Это строение было предназначено для Коммерческого собрания, в нём имелись игральные залы, бильярдная, столовая, буфет и большой зрительный зал. Уже тогда в здании действовала небольшая оперная труппа. После революции 1917 года здание отреставрировали, 7 ноября 1920 года в нём открылся Дом Октябрьской революции — место собраний, лекций и отчётов руководителей города и постановок самодеятельности. Непродолжительное время здание занимали Театр рабочей молодёжи (ТРАМ) и клуб строителей.
В 1933 году городские власти приняли решение о создании в Свердловске театра оперетты, и самым подходящим для этого зданием стало бывшее Коммерческое собрание. Однако, требовалась серьёзная реконструкция. Основные работы завершились в 1935 году. Соседнее строение занимал кинотеатр «Лоранж», также решённый в стиле модерн, существовавший с 1907 года; после революции он получил название «Совкино». В 1962 году полная реконструкция (архитектор П. Д. Деминцев) позволила объединить оба здания. Театр обрёл существующий облик.
В 2012 году в бывшем зале «Совкино» открылась Малая сцена Театра музыкальной комедии.

## Руководители
- 1933—1935 — Леонид Луккер
- 1935—1938[3] — Анатолий Васильевич Васильев
- 1939(?)—1948 — М. А. Кузнецов
- 1948—1961 — Игорь Казенин[4]
- 1961—? — Валерий Александрович Кузнецов

…
- 1974—1981 — Владислав Вяткин[5]
- 1981—1988 — Рублев Виктор Аркадьевич[6]

…
- 1999—2019 — Михаил Сафронов
- 2019—2023 — Галина Безуглова
- 2023 — н.в.— Смоленцев Ян Александрович

## Группа

### Главные режиссёры
- Л. В. Луккер (1933—1935);

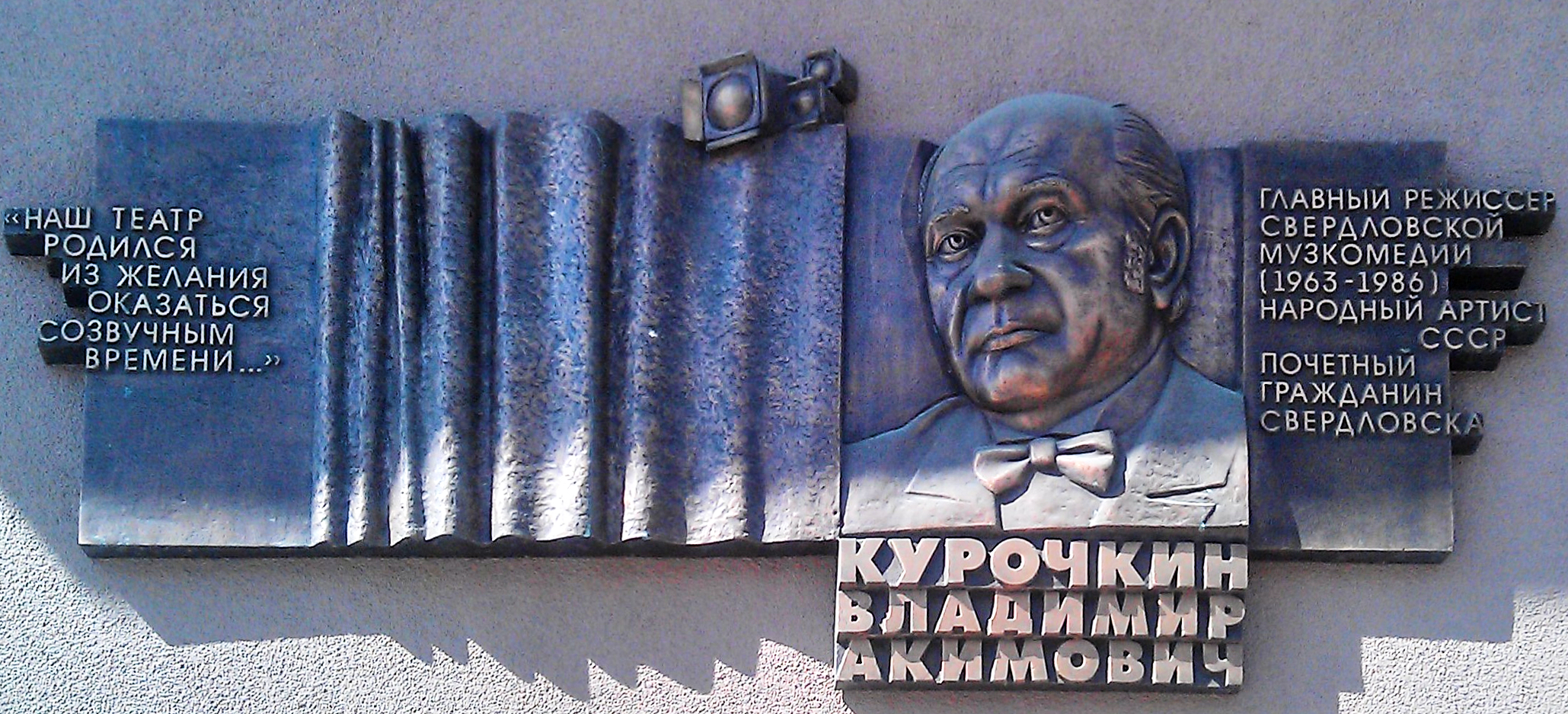
мемориальная доска
В. А. Курочкину на здании театра

- Г. И. Кугушев (1935—1937, 1943—1961, народный артист РСФСР), теоретик жанра, утверждал оперетту как жанр, способный воплощать патриотическую и романтическую тематику, активный создатель нового современного репертуара;
- Э. А. Высоцкий (1939—1943)
- В. А. Курочкин (1963—1986, народный артист СССР) начал работу в жанре зарубежного и современного мюзикла: «Чёрный дракон» Д. Модуньо (1965), «Свадьба с генералом» Евг. Птичкина (1981), «О, Милый друг» В. Лебедева (1982);
- К. С. Стрежнев (1986—2022, народный артист РФ) продолжал традиции театра, ставил классические и современные оперетты и мюзиклы, руководил кафедрой музыкального театра в Екатеринбургском государственном театральном институте.

### Артисты
В разные годы в театре работали и работают артисты:
- Народный артист СССР Курочкин В. А.
- Народные артисты РСФСР и РФ: Антонова Р. А., Бадьев Н. Ф., Барынин В. Н., Басаргина Н. А., Викс М. Г., Войнаровский И. Ю., Горбунов П. И., Днепровский М. П., Духовный С. Ф., Жердер Э. Б.,Кугушев Г. И. , Маренич А. Г., Петрова Г. К., Сатосова Л. И. (нар. арт. УССР), Смолин В. Н., Стрежнев К. С., Сытник В. Г., Чернов Ю. А., Шамбер А. А., Шамбер Н. А., Энгель-Утина Н. А. и др.
- Заслуженные артисты РСФСР и России: Балагина Н. В., Бобровицкая Т. И., Бродский А. Д., Бурлакова Л. Ф., Валента В. М., Виноградова А. Е., Высоцкий Э. А., Вяткин С. А., Галямов Р. С., Дашковский Н. А., Девин Ю. А., Дралов П. А., Дыбчо С. А., Евдокимова В. Г., Емельянова Л., Емельянова П. А., Зангиев А. И., Зуева И. М., Кабанова И. В., Кадочникова С. Ю., Калмыков И. А., Капленко Н., Кочанова С. Л., Копылов А. В., Коринтели Б. К., Крапман И., Лугова С. Е., Маврин В. М., Матковский А. М., Мишарин В. Н., Пимеенок В. М., Потапов А. Н., И. В. Потапова, Прийменко Э. И., Рыжкова Н. Ю., Скорова С. Л., Филиппенко А. Л., Филоненко И. Н., Цыбина И. В., Черноскутов В. С., Шкинев М. Ю., Яновицкая П. Н. и др.
- Заслуженный работник культуры РСФСР Энгель Г. М.

## Творческие коллективы
- Детская вокально-хореографическая студия (создана в 1990 году)
- Эксцентрик-балет Сергея Смирнова (в театре — с 2003 года)
- группа «Изумруд» (создана в 1995 году)
- Jam-студия Елены Захаровой" (работала на базе театра с 2006 по 2009 гг)
- Ансамбль NON SOLO (создана в 2011 году)

## Репертуар
Современный репертуар
- 1989 — «Принцесса цирка» Имре Кальмана, режиссёр Кирилл Стрежнев;
- 1997 — «Княгиня чардаша» Имре Кальмана, режиссёр Кирилл Стрежнев;
- 1999 — «Чёрт и девственница» Армандо Тровайоли, режиссёр Кирилл Стрежнев;
- 1999 — «Весёлая вдова» Франца Легара, режиссёр Кирилл Стрежнев;
- 2000 — «Скандал по-французски» Анвара Эргашева, режиссёр Владимир Бородин;
- 2001 — «Женихи» Исаака Дунаевского, режиссёр Кирилл Стрежнев;
- 2002 — «Хелло, Долли!» Джерри Хермана, режиссёр Кирилл Стрежнев;
- 2002 — «Бабий бунт» Евгения Птичкина, режиссёр Юрий Чернов;
- 2003 — «Парк советского периода», режиссёр Кирилл Стрежнев[7];
- 2004 — «Ночь открытых дверей» Евгения Кармазина и Константина Рубинского по мотивам повести Ч. Диккенса «Рождественская песнь», режиссёр Кирилл Стрежнев;
- 2005 — «Восемь любящих женщин» Александра Журбина, режиссёр Юрий Гвоздиков;
- 2005 — «Храни меня, любимая» Александра Пантыкина и Константина Рубинского, режиссёр Кирилл Стрежнев;
- 2005 — «Графиня Марица» Имре Кальмана, режиссёр Миклош Габор Кереньи /Miklós Gábor Kerényi — KERO® (Венгрия);
- 2005 — «Figaro» В.-А. Моцарта и П.-О. Бомарше, режиссёр Дмитрий Белов;
- 2007 — «Влюблённые обманщики» Йозефа Гайдна, режиссёр Кирилл Стрежнев;
- 2007 — «Свадьба Кречинского» по одноимённой пьесе А. Сухово-Кобылина, режиссёр Кирилл Стрежнев;
- 2007 — «www.СИЛИКОНОВАЯ ДУРА.net» Александра Пантыкина и Константина Рубинского, режиссёр Кирилл Стрежнев;
- 2008 — «Екатерина Великая» Сергея Дрезнина, режиссёр Нина Чусова — премьера 15 мая 2008 года;
- 2008 — «Дети капитана Гранта» Исаака и Максима Дунаевских, режиссёр Николай Покотыло;
- 2009 — «Тётка Чарли» Оскара Фельцмана, либретто Владимира Полякова (по пьесе Брэндона Томаса), режиссёр Кирилл Стрежнев;
- 2009 — «Мёртвые души» Николая Гоголя, режиссёр Кирилл Стрежнев, композитор Александр Пантыкин, либретто — Александр Пантыкин, Константин Рубинский;
- 2009 — «Цыганская любовь» Франца Легара, режиссёр Аттила Береш /Attila Béres (Венгрия), совместный проект с Будапештским театром оперетты;
- 2010 — «Принцесса цирка» Имре Кальмана, немецкое либретто Альфреда Грюнвальда и Юлиуса Браммера, режиссёр Кирилл Стрежнев;
- 2010 — «Как вернуть мужа» Вадима Ильина и Владлена Лукашова, либретто и стихи Юрия Рыбчинского, режиссёр Кирилл Стрежнев;
- 2010 — «Синяя борода» Жака Оффенбаха, либретто Юрия Димитрина, режиссёр Юрий Александров;
- 2010 — «Кошка» Владимира Баскина, (по мотивам притчи Редьярда Киплинга «Кошка, которая гуляла сама по себе»), режиссёр Кирилл Стрежнев;
- 2011 — «Дети капитана Гранта» Максима Дунаевского, режиссёр Кирилл Стрежнев, либретто Михаила Бартенева, Андрея Усачёва (по Александру Грину);
- 2011 — «Цыган-премьер» Имре Кальмана, режиссёр Кирилл Стрежнев, либретто Юлиуса Вильгельма.
- 2012 — «Скрипач на крыше» Джерри Бока, либретто — Джозеф Стайн, тексты — Шелдон Харник, режиссёр — Кирилл Стрежнев, Постановка осуществляется по специальному соглашению с Music Theatre International (MTI).
- 2012 — «Герцогиня из Чикаго» Имре Кальмана, оригинальное либретто Альфреда Грюнвальда и Юлиуса Браммера, русская версия диалогов и поэтических текстов Аркадия Застырца, режиссёр — Майкл Унгер (США);
- 2012 — «Белая гвардия» Владимира Кобекина, либретто Аркадия Застырца, режиссёр — Кирилл Стрежнев;
- 2012 — «Пастиччо для влюблённых», спектакль на музыку Джованни Баттиста Перголези и Игоря Стравинского, режиссёр — Екатерина Одегова, НОВАЯ СЦЕНА;
- 2013 — «Чирик кердык ку-ку» Александра Пантыкина, либретто Николая Коляды, Александра Пантыкина и Татьяны Ширяевой по пьесе Н. Коляды «Баба Шанель», режиссёр — Кирилл Стрежнев, НОВАЯ СЦЕНА;
- 2013 — «Роман с Парижем», фантазия в одном действии, либретто Станислава Вальковского, звучат фрагменты из оперетт и мюзиклов «Товарищ Любовь» Вадима Ильина, «Холопка» Николая Стрельникова, «О, Милый друг» Виктора Лебедева, «Весёлая вдова» Франца Легара, «Камарго» Шарля Лекока, «Княгиня чардаша» Имре Кальмана; а также песни Денеша Будая, Луи Гульельми и Аля Верлана, режиссёр — Сергей Юнганс, НОВАЯ СЦЕНА;
- 2013 — «Обыкновенное чудо» Геннадия Гладкова, оригинальная пьеса — Евгений Шварц, либретто — Юлий Ким, режиссёр — Дмитрий Белов;
- 2013 — «Сатори», по пьесе Константина Костенко (первая постановка), первый совместный проект «Центра Современной Драматургии» (Екатеринбург) и Свердловского государственного академического театра музыкальной комедии, НОВАЯ СЦЕНА.
- 2017 — «Искусство жениться», по мотивам комедии Оскара Уайльда «Как важно быть серьёзным». Режиссёр — Сергей Юнганс, композитор Владимир Баскин, автор либретто Евгений Муравьёв
- 2021 — «Одолжите тенора», мюзикл-фарс по мотивам пьесы Кена Людвига. Режиссёр — Антон Музыкантский, композитор Брэд Кэрролл, автор либретто Питер Шэм

## Конкурс имениВ. А. Курочкина
С 2006 года театр выступает организатором и совместно с Ассоциацией музыкальных театров России соучредителем международного конкурса молодых артистов оперетты и мюзикла имени В. А. Курочкина.

## Награды
- Сталинская премия за спектакль «Табачный капитан» В. Щербачева, 1946;
- Орден Трудового Красного Знамени, 1983;
- Фестиваль «Браво!»: лучшая мужская роль — Иосиф Крапман, за роль Агабо в спектакле «Семья Агабо», 1979;
- Фестиваль «Браво!»: лучшая женская роль в оперетте — Галина Петрова за роль Змеюкиной в спектакле «Свадьба с генералом», 1981;
- Фестиваль «Браво!»: лучшая мужская роль в оперетте — Виктор Сытник за роль Ятя в спектакле «Свадьба с генералом», 1981;
- Фестиваль «Браво!»: лучшая мужская роль в оперетте — Семён Духовный за роль Пали Рач в спектакле «Цыган — премьер», 1982;
- Фестиваль «Браво!»: специальный приз жюри — коллектив хора в спектакле «Царица и велосипед», 1984;
- Фестиваль «Браво!»: лучшая женская роль — Ирина Цыбина за роль Инги в спектакле «Вчера окончилась война», 1985;
- Фестиваль «Браво!»: лучшая мужская роль — Юрий Чернов за роль Коткевича и Владимир Смолин за роль Мити Громцева в спектакле «Беспечный гражданин», 1987;
- Фестиваль «Браво!»: лучшая роль второго плана — Сергей Верушкин, за роль Пуассона в оперетте «Принцесса цирка», 1988;
- Фестиваль «Браво!»: специальный приз жюри «За педагогическую работу» — Кирилл Стрежнев, за работу с молодыми артистами театра и студентами театрального института, 1991;
- Фестиваль «Браво!»: лучший музыкальный спектакль — «Княгиня Чардаша», 1996;
- Фестиваль «Браво!»: лучшая работа режиссёра-постановщика — Кирилл Стрежнев, за спектакль «Княгиня Чардаша», 1996;
- Фестиваль «Браво!»: лучшая мужская роль — Владимир Смолин, за роль Бони в спектакле «Княгиня Чардаша», 1996;
- Фестиваль «Браво!»: лучший балетмейстер — Татьяна Баганова, «Прекрасная Галатея», 1997;
- Национальная театральная премия «Золотая маска»: лучшая работа художника — И. Нежный и Т. Тулубьева («Девичий переполох» Ю. С. Милютина), 1997;
- Фестиваль «Браво!»: лучшая мужская роль — Владимир Смолин, за роль Чёрта в спектакле «Чёрт и девственница», 1999;
- Фестиваль «Браво!»: лучшая роль второго плана в музыкальном театре — Павел Дралов за роль Князя в спектакле «Чёрт и девственница», 1999;
- Фестиваль «Браво!»: лучший актёрский дуэт — Павел Дралов и Александр Копылов в спектакле «Хэлло, Долли!», 2002;
- Фестиваль «Браво!»: лучший музыкальный спектакль — «Парк советского периода», 2003;
- Фестиваль «Браво!»: лучшая работа постановщика в музыкальном театре — Сергей Смирнов, за спектакль «Парк советского периода», 2003;
- Фестиваль «Браво!»: лучший музыкальный спектакль — «Ночь открытых дверей», 2004;
- Фестиваль «Браво!»: лучшая работа постановщика в музыкальном театре — Кирилл Стрежнев, за спектакль «Парк советского периода», 2004;
- Фестиваль «Браво!»: лучшая сценография — Сергей Александров за спектакль «Ночь открытых дверей» Е. Кармазина и К. Рубинского, 2004;
- Фестиваль «Браво!»: лучшая мужская роль — Владимир Смолин, за роль Скруджа в спектакле «Ночь открытых дверей» Е. Кармазина и К. Рубинского, 2004;
- Премия Правительства Российской Федерации имени Фёдора Волкова за вклад в развитие театрального искусства Российской Федерации (13 июля 2005 года)[8];
- Фестиваль «Браво!»: лучший музыкальный спектакль — «Храни меня, любимая», 2005;
- Фестиваль «Браво!»: лучшая работа постановщика в музыкальном театре — Борис Нодельман, за спектакль «Графиня Марица», 2005;
- Фестиваль «Браво!»: лучшая роль второго плана — Владимир Фомин, за роль Иштвана в спектакле «Графиня Марица», 2005;
- Фестиваль «Браво!»: специальная премия — Роман Аптекарь за роль в спектакле «Casting / Кастинг», 2005;
- Национальная театральная премия «Золотая маска»: лучший исполнитель мужской роли в оперетте/мюзикле — В. Н. Смолин («Ночь открытых дверей» Е. Кармазина и К. Рубинского), 2006;
- Национальная театральная премия «Золотая маска»": лучший спектакль в жанре оперетта/мюзикл — «Ночь открытых дверей» Е. Кармазина и К. Рубинского, 2006;
- Фестиваль «Браво!»: лучшая работа постановщика в музыкальном театре — Елена Захарова, музыкальный руководитель спектакля «Figaro» В. А. Моцарта и П. О. Бомарше, 2006;
- Фестиваль «Браво!»: специальный диплом — Мария Виненкова, за роль Сюзанны в спектакле «Figaro» В. А. Моцарта и П. О. Бомарше, 2006;
- Национальная театральная премия «Золотая маска»: лучшая исполнительница женской роли в оперетте/мюзикле — Е. Костюкова («Figaro» В. А. Моцарта и П. О. Бомарше), 2007;
- Национальная театральная премия «Золотая маска»: лучший спектакль в жанре оперетта/мюзикл — «Figaro» В. А. Моцарта и П. О. Бомарше, 2007;
- Фестиваль «Браво!»: лучшая работа постановщика в музыкальном театре — Борис Нодельман, за спектакли «www.силиконовая дура.net» и «Свадьба Кречинского», 2007;
- Фестиваль «Браво!»: лучшая работа сценографа — Сергей Александров, художник-постановщик спектакля «Свадьба Кречинского», 2007;
- Фестиваль «Браво!»: лучшая мужская роль в музыкальном театре — Евгений Зайцев, за роль Мити в спектакле «www.СИЛИКОНОВАЯ ДУРА.net», 2007;
- Фестиваль «Браво!»: лучшая женская роль в музыкальном театре — Мария Виненкова, за роль Норы в спектакле «www.СИЛИКОНОВАЯ ДУРА.net», 2007;
- Фестиваль «Браво!»: лучшая роль второго плана в музыкальном театре — Светлана Кочанова за роль Матери Мити в спектакле «www.СИЛИКОНОВАЯ ДУРА.net», 2007;
- Фестиваль «Браво!»: специальный диплом жюри — Кирилл Стрежнев, за создание творческой команды постановщиков, за последовательное проведение новаторской репертуарной политики, 2007;
- Национальная театральная премия «Золотая маска»: лучший дирижёр в жанре оперетта/мюзикл — Борис Нодельман («www.СИЛИКОНОВАЯ ДУРА.net» А. Пантыкина и К. Рубинского), 2008;
- Национальная театральная премия «Золотая маска»: лучший режиссёр в жанре оперетта/мюзикл — Кирилл Стрежнев («www.СИЛИКОНОВАЯ ДУРА.net» А. Пантыкина и К. Рубинского), 2008;
- Фестиваль «Браво!»: лучший музыкальный спектакль — «Екатерина Великая», 2008;
- Фестиваль «Браво!»: лучшая роль в музыкальном театре — Мария Виненкова, за роль Фике в спектакле «Екатерина Великая», 2008;
- Национальная театральная премия «Золотая маска»: лучшая женская роль в жанре оперетта/мюзикл — Мария Виненкова («Екатерина Великая»), 2009;
- Национальная театральная премия «Золотая маска»: лучшая работа художника по костюмам в музыкальном театре — Павел Каплевич («Екатерина Великая»), 2009;
- Фестиваль «Браво!»: лучший музыкальный спектакль — «Мёртвые души» А. Пантыкина и К. Рубинского, 2009;
- Фестиваль «Браво!»: лучшая работа постановщика в музыкальном театре — Кирилл Стрежнев, за спектакль «Мёртвые души» А. Пантыкина и К. Рубинского, 2009;
- Фестиваль «Браво!»: лучшая работа художника в музыкальном театре — Сергей Александров, за спектакль «Мёртвые души» А. Пантыкина и К. Рубинского, 2009;
- Фестиваль «Браво!»: лучшая мужская роль в музыкальном театре — Евгений Зайцев, за роль Чичикова в спектакле «Мёртвые души» А. Пантыкина и К. Рубинского, 2009;
- Фестиваль «Браво!»: лучшая роль второго плана — Владимир Алексеев, за роль Ноздрёва в спектакле «Мёртвые души» А. Пантыкина и К. Рубинского, 2009;
- Фестиваль «Браво!»: лучшая роль в мюзикле — Татьяна Мокроусова, за роль Кошки в спектакле «Кошка», 2010;
- Фестиваль «Браво!»: лучшая роль второго плана — Ирина Цыбина за роль Оскарины в спектакле «Синяя борода», 2010;
- Фестиваль «Браво!»: лучший спектакль для детей — «Кошка», 2010;
- Национальная театральная премия «Золотая маска»: лучший спектакль в жанре оперетта/мюзикл — «Мёртвые души» А. Пантыкина и К. Рубинского, 2011;
- Национальная театральная премия «Золотая маска»: лучший дирижёр в жанре оперетта/мюзикл — Борис Нодельман («Мёртвые души» А. Пантыкина и К. Рубинского), 2011;
- Национальная театральная премия «Золотая маска»: лучший режиссёр в жанре оперетта/мюзикл — Кирилл Стрежнев («Мёртвые души» А. Пантыкина и К. Рубинского), 2011;
- Национальная театральная премия «Золотая маска»: лучшая работа композитора в музыкальном театре — Александр Пантыкин («Мёртвые души»), 2011.
- Фестиваль «Браво!»: лучший дуэт в мюзикле — Игорь Ладейщиков и Мария Виненкова в спектакле «Алые паруса», 2011;
- Фестиваль «Браво!»: лучшая роль второго плана — Александр Копылов, за роль Меннерса в спектакле «Алые паруса», 2011;
- Фестиваль «Браво!»: лучшая роль — Анатолий Бродский за роль Тевье в мюзикле «Скрипач на крыше», 2012;
- Фестиваль «Браво!»: лучшая роль второго плана — Леонид Забоев, за роль Николая Турбина в музыкальной драме «Белая гвардия» и Федьки в мюзикле «Скрипач на крыше», 2012;
- Фестиваль «Браво!»: лучший автор музыки — Владимир Кобекин за музыкальную драму «Белая гвардия», 2012;
- Фестиваль «Браво!»: лучший художник — Павел Каплевич за сценографию и костюмы спектакля «Яма», 2013;
- Фестиваль «Браво!»: специальный приз жюри «За лучший актёрский ансамбль в музыкальном театре» — спектакль «Яма», 2013;
- Фестиваль «Браво!»: лучшая мужская роль — Алексей Литвиненко за роль Анри в спектакле «Анри», 2014;
- Фестиваль «Браво!»: специальный приз жюри «За художественную целостность полижанрового спектакля» — спектакль «Анри», 2014;
- Фестиваль «Браво!»: лучшая работа хормейстера — Светлана Асуева, хормейстер мюзикла «Весёлые ребята», 2015;
- Фестиваль «Браво!»: лучшая роль второго плана — Евгений Толстов, за роль Фраскини в мюзикле «Весёлые ребята», 2015;
- Фестиваль «Браво!»: специальный приз жюри — Лариса Александрова, хореограф-режиссёр мюзикла «Весёлые ребята», 2015;
- Фестиваль «Браво!»: специальный диплом жюри — вокальный проект NON SOLO в мюзикле «Весёлые ребята», 2015;
- Фестиваль «Браво!»: лучший спектакль в жанре мюзикла — «Бернарда Альба», 2016;
- Фестиваль «Браво!»: лучший режиссёр-постановщик в музыкальном театре — Кирилл Стрежнев, за спектакль «Декабристы», 2016;
- Фестиваль «Браво!»: лучшая работа сценографа в музыкальном театре — Тимофей Рябушинский, мюзикл «Бернарда Альба», 2016;
- Фестиваль «Браво!»: лучшая работа дирижёра-постановщика — Антон Ледовский, мюзикл «Бернарда Альба», 2016;
- Фестиваль «Браво!»: лучшая женская роль второго плана — Ирина Макарова, за роль Бабы в мюзикле «Декабристы», 2016;
- Фестиваль «Браво!»: лучшая мужская роль второго плана — Анатолий Бродский, за роль Милорадовича в мюзикле «Декабристы», 2016;
- Фестиваль «Браво!»: лучшая работа дирижёра в музыкальном театре — Борис Нодельман, рок-опера «Орфей и Эвридика», 2017;
- Фестиваль «Браво!»: лучшая женская роль — Ирина Макарова, за роль Певицы в спектакле «Оттепель», 2017;
- Фестиваль «Браво!»: лучший дуэт — Андрей Пляскин и Юлия Дякина за роли Орфея и Эвридики в рок-опере «Орфей и Эвридика», 2017;
- Фестиваль «Браво!»: специальный диплом жюри — Игорь Аликперов, автор идеи, соавтор сценария и руководителю проекта «Оттепель», 2017;
- Национальная театральная премия «Золотая маска»: лучшая женская роль в оперетте/мюзикле — Юлия Дякина (Эвридика, «Орфей & Эвридика»), 2018.
- Национальная театральная премия «Золотая маска»: лучшая мужская роль в оперетте/мюзикле — Игорь Ладейщиков (Харон, «Орфей & Эвридика»), 2018;
- Фестиваль «Браво!»: лучший режиссёр-постановщик музыкального театре — Кирилл Стрежнев, мюзикл «Моцарт VS Сальери», 2018;
- Фестиваль «Браво!»: лучшая работа хореографа-постановщика — Лариса Александрова, мюзикл «Моцарт VS Сальери», 2018;
- Фестиваль «Браво!»: лучшая женская роль в мюзикле — Ольга Балашова за роль певицы Катарины Кавальери в «Моцарт VS Сальери», 2018;
- Фестиваль «Браво!»: лучшая роль второго плана в мюзикле — Ирина Сумская за роль Елены Боур в спектакле «12 стульев», 2018;
- Фестиваль «Браво!»: оперетта «Сильва» (конкурс не проводился), 2019;
- Национальная театральная премия «Золотая маска»: лучшая мужская роль в оперетте/мюзикле — Евгений Елпашев (Макс Гербер, «Одолжите тенора»), 2022

## Фильмы
- Сильва, Свердловская киностудия, 1944, реж. А. В. Ивановский;
- Званый вечер с итальянцами, Свердловское телевидение, 1970, реж. Р. Сергеев;
- Мелодии любви, Свердловская киностудия, 1974, реж. В. А. Курочкин (фильм-оперетта по произведениям И. Кальмана);
- Я люблю оперетту, Свердловсктелефильм, 1975, реж. Михаил Шаров, Борис Скопец (фильм-концерт, сцены из оперетт в исполнении артистов Свердловского театра музыкальной комедии);
- Каждый день, кроме вторника, Свердловская киностудия, 1983, реж. М. Шаров (документальный фильм к 50-летию Свердловского театра музыкальной комедии).